# Ligue musulmane du Pakistan (N)
Pour les articles homonymes, voir Ligue musulmane (homonymie).
La Ligue musulmane du Pakistan (N) (en anglais : Pakistan Muslim League (N), en ourdou : پاکستان مسلم لیگ ن) est un parti politique pakistanais issu de la Ligue musulmane du Pakistan. C'est un parti libéral économiquement et conservateur sur les questions de société. Il est dirigé par Nawaz Sharif, dont le « N » signifie Nawaz Group.
Étant l'un des plus importants partis du pays, il a dirigé deux fois le Pakistan et a été trois fois la principale force d'opposition depuis 1993. Il est particulièrement influent dans le Pendjab et a souvent dirigé son gouvernement local avec à sa tête Shehbaz Sharif qui prend la direction du parti de 2018 à 2024 à la suite des déboires judiciaires de son frère, avant de devenir Premier ministre du Pakistan. Nawaz Sharif redevient alors le dirigeant du parti. 
Le parti tire son nom de la Ligue musulmane, créée en 1906 pour représenter les musulmans du sous-continent indien. Plusieurs autres partis politiques revendiquent ainsi le nom de « Ligue musulmane du Pakistan » et sont différenciés par des lettres, comme la Ligue musulmane du Pakistan (Q) ou la Ligue musulmane du Pakistan (F).

## Direction

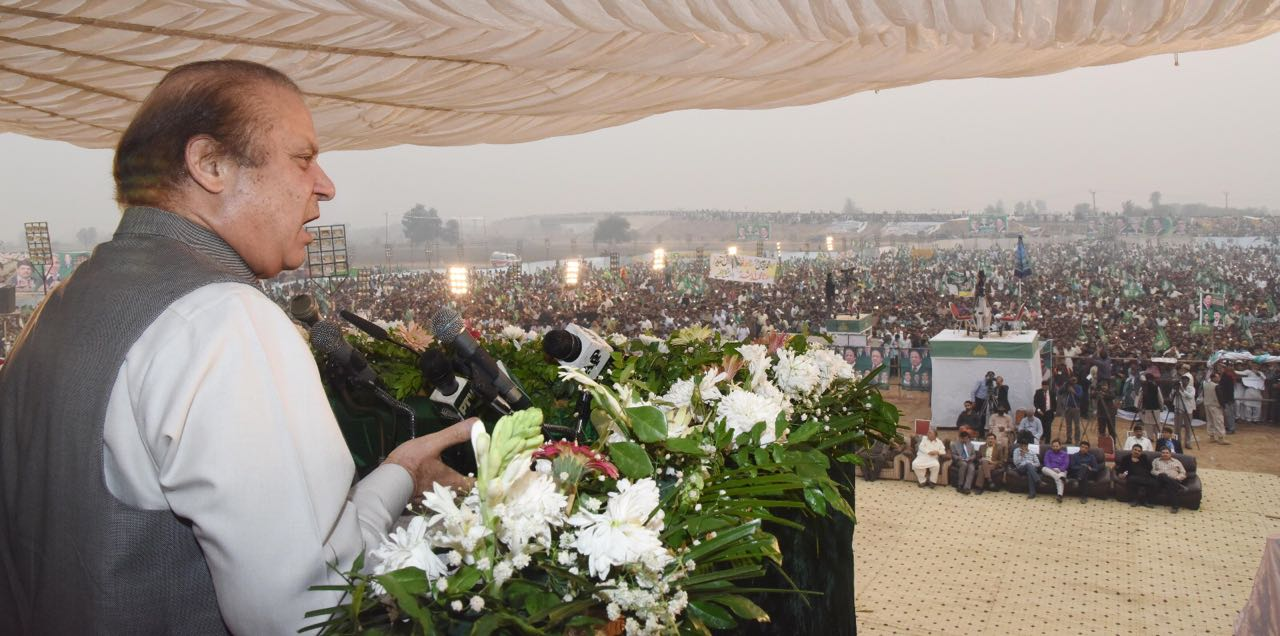
Nawaz Sharif en 2016.

La direction du parti est fortement liée à la famille Sharif. Nawaz Sharif dirige le parti à trois reprises : de 1993 à 1999, puis de 2011 à 2017, et enfin depuis 2024. Son frère Shehbaz Sharif reprend la présidence de 2009 à 2010, puis de 2018 à 2024. La femme de Nawaz, Kulsoom Nawaz Sharif, occupe également ce poste entre 1999 et 2002.
Le parti est également présidé par des proches fidèles.
| Liste des présidents de la Ligue musulmane du Pakistan | Liste des présidents de la Ligue musulmane du Pakistan | Liste des présidents de la Ligue musulmane du Pakistan |
| Ordre                                                  | Présidents                                             | Années                                                 |
| ------------------------------------------------------ | ------------------------------------------------------ | ------------------------------------------------------ |
| 1                                                      | Nawaz Sharif                                           | 1993–1999                                              |
| 2                                                      | Kulsoom Nawaz Sharif                                   | 1999–2002                                              |
| 3                                                      | Javed Hashmi                                           | 2002–2005                                              |
| 4                                                      | Nisar Ali Khan                                         | 2005–2009                                              |
| 5                                                      | Shehbaz Sharif                                         | 2009–2010                                              |
| (3)                                                    | Javed Hashmi                                           | 2010–2011                                              |
| (1)                                                    | Nawaz Sharif                                           | 2011–2017                                              |
| (5)                                                    | Sardar Yaqoob Nasar                                    | 2017                                                   |
| (1)                                                    | Nawaz Sharif                                           | 2017–2018                                              |
| (5)                                                    | Shehbaz Sharif                                         | 2018–2024                                              |
| (1)                                                    | Nawaz Sharif                                           | 2024–                                                  |

## Idéologie
La Ligue musulmane du Pakistan est généralement présentée comme un parti de centre-droit, conservateur sur les questions de société et les questions fiscales ainsi que libéral sur le plan économique,,. Elle se présente comme fédéraliste. Durant les années 1990, le parti mène une politique religieuse stricte qui selon le journal Dawn en fait un parti « quasi-islamiste ». Le journal note toutefois qu'à partir de 2007, le parti s'est davantage orienté vers un conservatisme modéré et pro-démocratie en se concentrant sur les questions économiques, abandonnant ainsi sa rhétorique religieuse.
Fondée par d'anciens protégés du général Zia ul-Haq, elle est coutumière des arrangements avec le pouvoir militaire.

## Historique

### Lutte pour le pouvoir face au PPP (1988-1999)

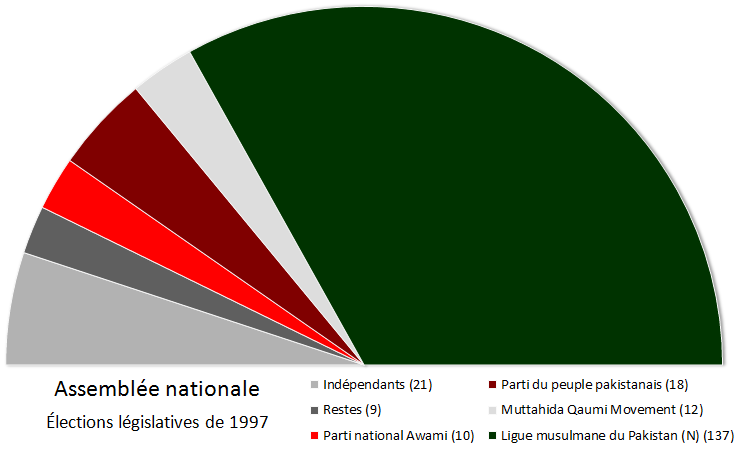
Composition de l’Assemblée nationale après les élections de 1997. C’est la plus importante majorité jamais obtenue par le parti.

En 1985, Muhammad Khan Junejo et le Pir Pagaro refondent sur la base de la LMP-F, une nouvelle Ligue unifiée, en soutien au président Muhammad Zia-ul-Haq. La LMP-F reprend son indépendance peu après, à la suite de l'élection de Junejo à la tête du parti.
À la mort du président Muhammad Zia-ul-Haq en 1988, la Ligue musulmane du Pakistan connaît des dissensions internes, entre la faction dirigée par Muhammad Khan Junejo et l'autre par Nawaz Sharif. Les deux partis participent tout de même l'Alliance démocratique islamique pour les élections législatives de la même année. Cette coalition perd le scrutin au profit du Parti du peuple pakistanais, opposant au président Zia, et devient donc la principale force de l'opposition.
En 1990, l’Alliance démocratique islamique remporte les élections anticipées après la révocation de Benazir Bhutto par le président Ghulam Ishaq Khan et Nawaz Sharif devient Premier ministre. Alors qu'une nouvelle crise éclate entre le président Khan et le Premier ministre, les deux hommes finissent par démissionner conjointement et appeler des élections anticipées. C'est alors que Nawaz Sharif prend la présidence de sa faction et quitte l'Alliance démocratique islamique. À la mort de Junejo en 1993, ses partisans forment leur propre parti, la Ligue musulmane du Pakistan (J), tandis que celle de Nawaz prend le nom de Ligue musulmane du Pakistan (N).
Le Parti du peuple pakistanais remporte les élections anticipées de 1993 alors que l’Alliance démocratique islamique n'est pas reconduite et que la Ligue musulmane de Nawaz réuni dix fois plus de voix que la Ligue de Junejo. Toutefois, bien que le PPP remporte plus de députés et que Benazir Bhutto forme un nouveau gouvernement, c'est la Ligue de Nawaz qui remporte le plus de votes populaires. Pour sa part, la LMP-J s'allie au PPP.
Avec les élections anticipées de 1997, la Ligue musulmane de Nawaz Sharif remporte une écrasante majorité absolue (environ deux-tiers des députés) à l’Assemblée nationale et Nawaz Sharif redevient Premier ministre. Durant cette période, le parti fait voter des réformes constitutionnelles afin de redonner au régime politique sa forme parlementaire originelle et renforce le pouvoir du Premier ministre tout en durcissant les lois islamiques.

### Coup d’État, nouvelle scission et effondrement (1999-2008)
Après le coup d’État du chef de l’armée Pervez Musharraf le 12 octobre 1999, Nawaz Sharif est arrêté puis contraint de s’exiler. La Ligue musulmane se scinde alors à nouveau. La Ligue musulmane du Pakistan (Q) est fondée en 2002 par Chaudhry Shujaat Hussain pour soutenir le président Pervez Musharraf.
Durant les élections législatives de 2002, la Ligue musulmane de Nawaz Sharif n’a réuni que 9,4 % des voix avec seuls 19 députés élus, devenant seulement la quatrième formation de l’Assemblée nationale et réalisant ainsi la pire performance de son histoire. La Ligue musulmane du Pakistan (Q) remporte quant à elle le scrutin sans majorité absolue.

### Élections de 2008: première force de l'opposition (2008-2013)

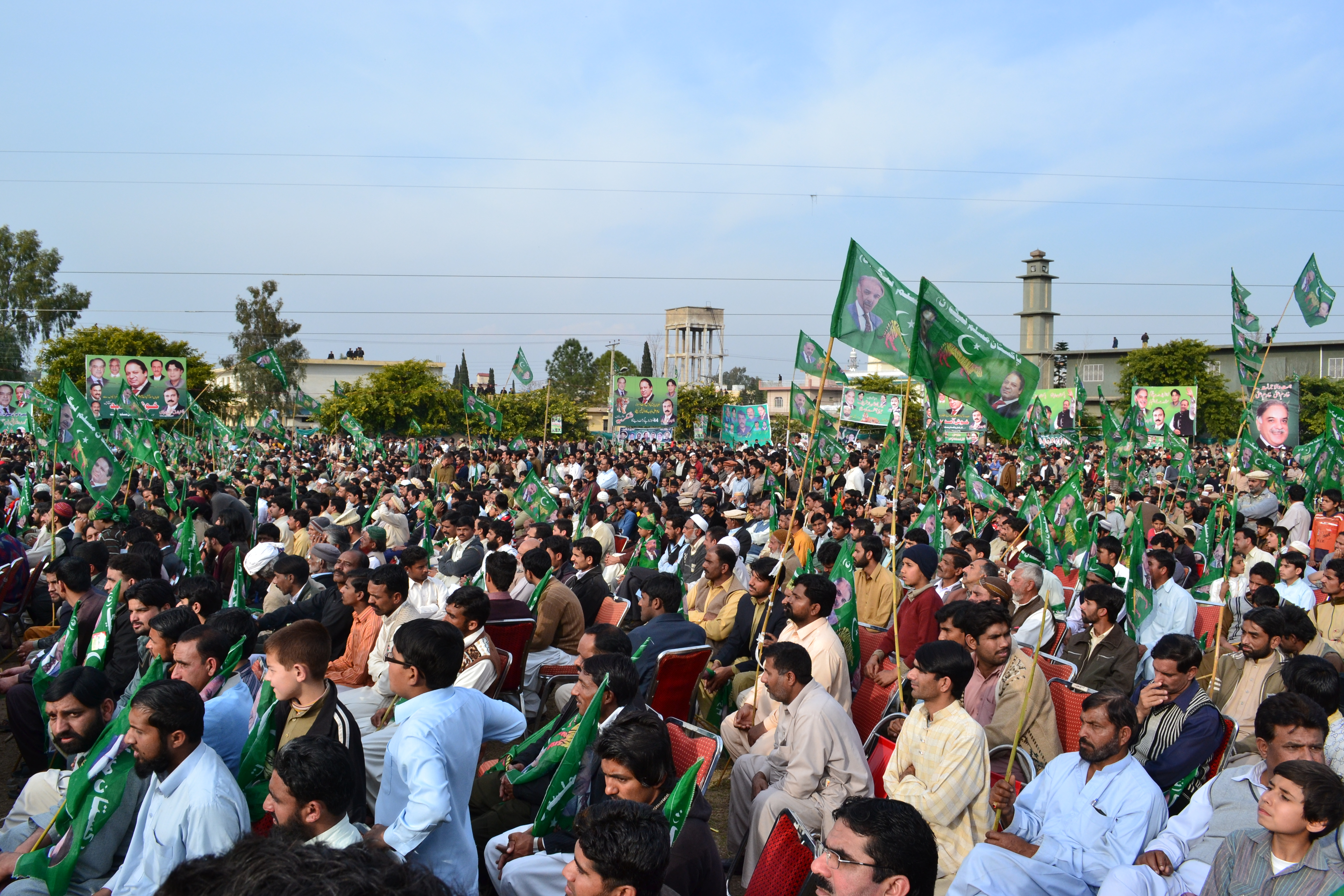
Rassemblement politique de la Ligue à Islamabad en février 2013.

À partir de 2008, des mouvements extrémistes sunnites comme que le Sipah-e Sahaba Pakistan se sont rapprochés de la Ligue pour bénéficier d’une protection politique. La ligue est entrée dans leur jeu, consciente de l'influence de ces groupes à travers leur réseau de madrasa, et de la force de frappe de leurs miliciens. Ces milices procurent alors un « soutien armé » (façon de désigner les pratiques d’intimidation autour des urnes) à des douzaines de candidats de la PML-N lors des élections législatives, leur permettant d’être élus pour la plupart.
Le parti obtint 19,6 % des voix durant les élections législatives pakistanaises de 2008 et 90 députés. Il devient la deuxième formation de l’Assemblée nationale après le Parti du peuple pakistanais. Le parti a ensuite formé une coalition gouvernementale avec le PPP et d’autres petits partis. Nawaz Sharif et le PPP de Benazir Bhutto s’étaient associés en 2006 pour remporter ces élections et isoler la Ligue musulmane du Pakistan (Q) qui soutenait Pervez Musharraf.
Peu après avoir obtenu la démission de Musharraf, la Ligue musulmane a quitté la coalition parlementaire en août 2008, contestant notamment le choix d’Asif Ali Zardari comme candidat à la présidence ainsi que l’absence de restitution des juges de la Cour suprême. Elle devient alors le principal parti d’opposition.
En 2008, la Ligue musulmane de Nawaz a largement remporté les élections dans le Pendjab et manque de peu la majorité absolue. Le parti a alors formé une coalition avec le Parti du peuple pakistanais. Shehbaz Sharif est devenu le ministre en chef du gouvernement local, qui intègre des ministres du PPP. Ces derniers ont été renvoyés du gouvernement local après des tensions entre le PPP et la Ligue musulmane en février 2011.
En 2009, le parti s'est activement joint au mouvement des avocats pour demander la restauration des juges révoqués sous Musharraf.

### Retour au pouvoir (2013-2018)

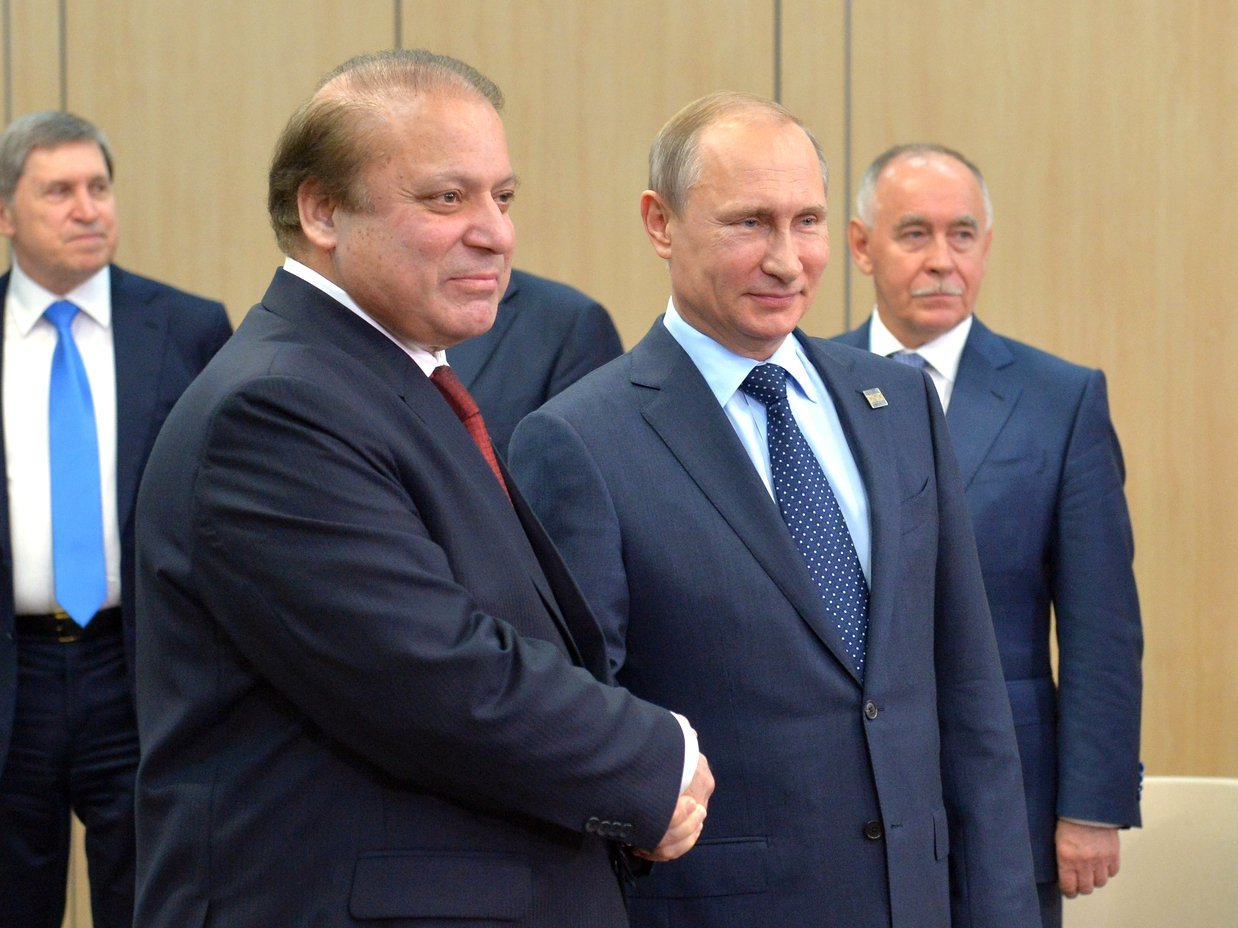
Nawaz Sharif rencontre Vladimir Poutine, le 10 juillet 2015.

Alors que durant la campagne électorale la Ligue et le Mouvement du Pakistan pour la justice se disputent le rôle de principale force d'opposition, la première gagne largement les élections législatives de 2013. Après le ralliement des députés indépendants et l'élection des sièges réservés, la Ligue obtient 185 sièges, soit treize de plus que la majorité absolue ; Sardar Ayaz Sadiq devient président de l’Assemblée nationale. Le Parti du peuple pakistanais et le Mouvement pour la justice arrivent loin derrière avec respectivement 42 et 35 députés. La Ligue obtient aussi une large majorité des trois-quarts à l'Assemblée provinciale du Pendjab et une majorité relative à l'Assemblée du Baloutchistan.
Nawaz Sharif est investi Premier ministre pour la troisième fois le 5 juin 2013 et son cabinet prend ses fonctions le 7 juin avec Nisar Ali Khan au poste de ministre de l'intérieur et Ishaq Dar au poste de ministre des Finances. Shehbaz Sharif est quant à lui réélu au poste de ministre en chef du Pendjab.
Nawaz Sharif est englué à partir de 2016 dans l'affaire des Panama Papers. Il est destitué de son poste de député par la Cour suprême le 28 juillet 2017 et perd par la même occasion son poste de Premier ministre, duquel il accepte de démissionner le jour même. Il est aussi condamné à une peine d'inéligibilité de dix ans. Shahid Khaqan Abbasi lui succède au poste de Premier ministre. Dans un premier temps, son frère Shehbaz Sharif est pressenti prendre à terme la tête du gouvernement, mais le choix stratégique est fait de le conserver à la tête du gouvernement local du Pendjab.
Le 21 février 2018, la Cour suprême rend une décision interdisant à Nawaz Sharif de diriger son parti et une semaine plus tard, Shehbaz Sharif est désigné président de la Ligue musulmane du Pakistan (N) et prend ses fonctions le 6 mars 2018. Il devient ainsi le candidat de la ligue au poste de Premier ministre pour les élections de juillet 2018. Nawaz Sharif est condamné à 10 ans de prison pour corruption en juillet 2018. Affaibli, le parti est également écarté du pouvoir dans le Baloutchistan où il subit des défections parmi ses élus.

### Chute de Nawaz Sharif et retour dans l'opposition (2018-2022)

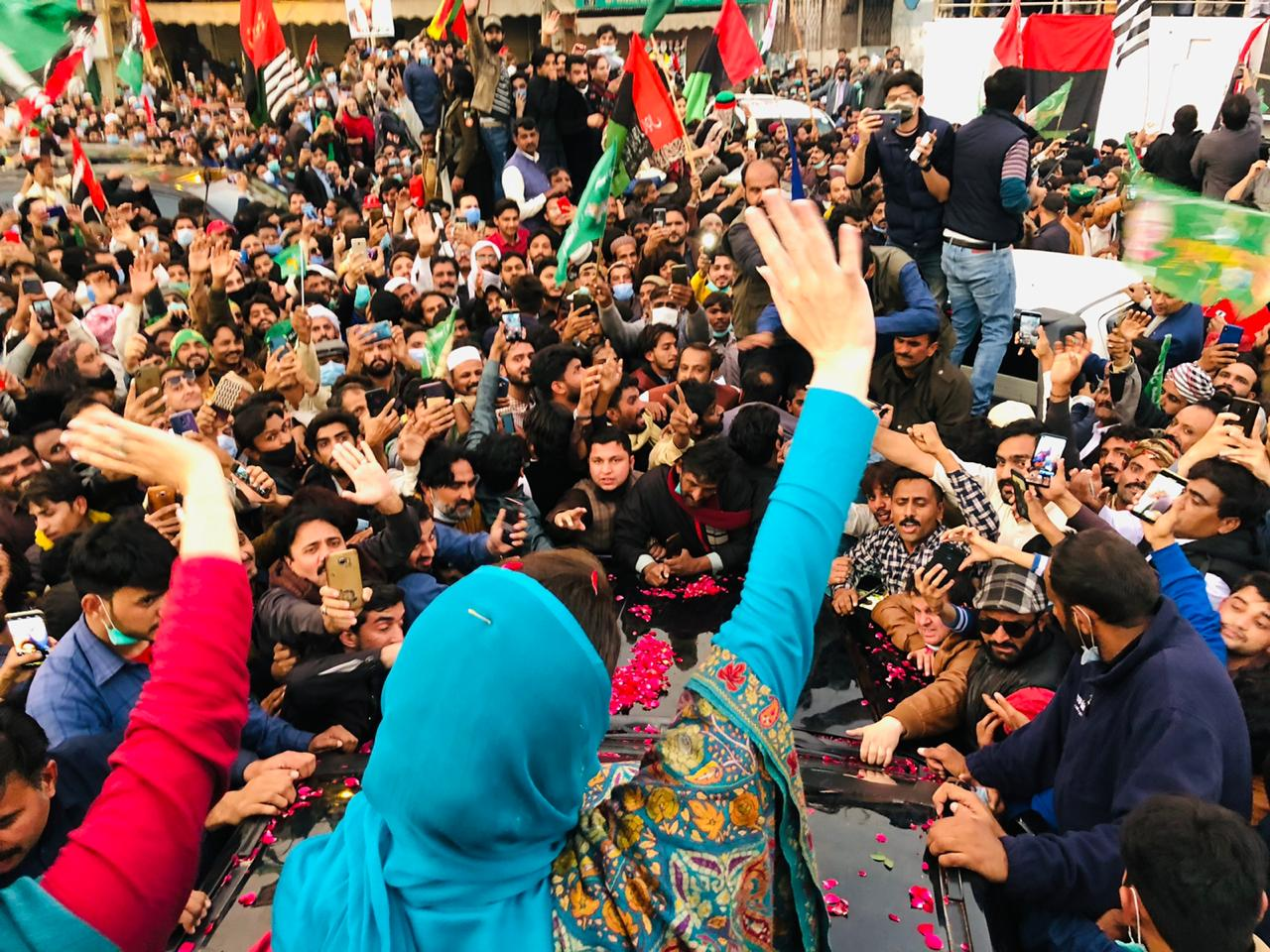
Maryam Nawaz Sharif lors d'un rassemblement du Mouvement démocratique pakistanais à Multan, en 2020.

Le 6 juillet 2018, Nawaz Sharif est condamné à dix ans de prison pour corruption et sa fille Maryam Nawaz Sharif à sept. Alors qu'ils sont menacés d'arrestation, Nawaz et Maryam retournent au Pakistan le 13 juillet, tandis que leurs partisans décident de les accueillir à l'aéroport, malgré l'arrestation d'un certain nombre d'entre eux. Ils sont arrêtés à leur arrivée dans le pays, tandis que Shehbaz Sharif organise une manifestation de soutien interdite et Nawaz Sharif est enfermé dans la prison d'Adiala à Rawalpindi. Le clan Sharif accuse la puissante armée pakistanaise de comploter contre lui, tandis que certains médias et fonctionnaires notent une répression contre le parti sortant et dénoncent des censures,.
Le 25 juillet, la Ligue arrive en seconde place des élections législatives, cédant le pouvoir au mouvement du Pakistan pour la justice. Elle réunit 24,4 % des voix et 82 sièges, soit plus de deux fois moins que dans la législature précédente et perd même la majorité à l'Assemblée provinciale du Pendjab.
Le 17 août, Imran Khan est élu Premier ministre par l'Assemblée nationale par 176 voix favorables, soit quatre de plus que la majorité requise, contre 96 voix pour Shehbaz Sharif. Celui-ci devient chef de l'opposition parlementaire trois jours plus tard, le 20 août.
Le 19 septembre 2018, la Haute cour d'Islamabad ordonne la libération conditionnelle de Nawaz et sa fille, jusqu'à la tenue d'un procès en appel. Le 28 septembre 2020, Shehbaz Sharif est à son tour arrêté pour une affaire de blanchiment d'argent. Quelques jours auparavant, la Ligue participait à la fondation du Mouvement démocratique pakistanais avec son ancien rival le Parti du peuple pakistanais dans le but de combattre le gouvernement d'Imran Khan. Avec son père en exil et son oncle en prison, c'est Maryam qui mène les rassemblements du mouvement en tant que vice-présidente de la ligue.

### Renversement d'Imran Khan et gouvernement de coalition (depuis 2022)

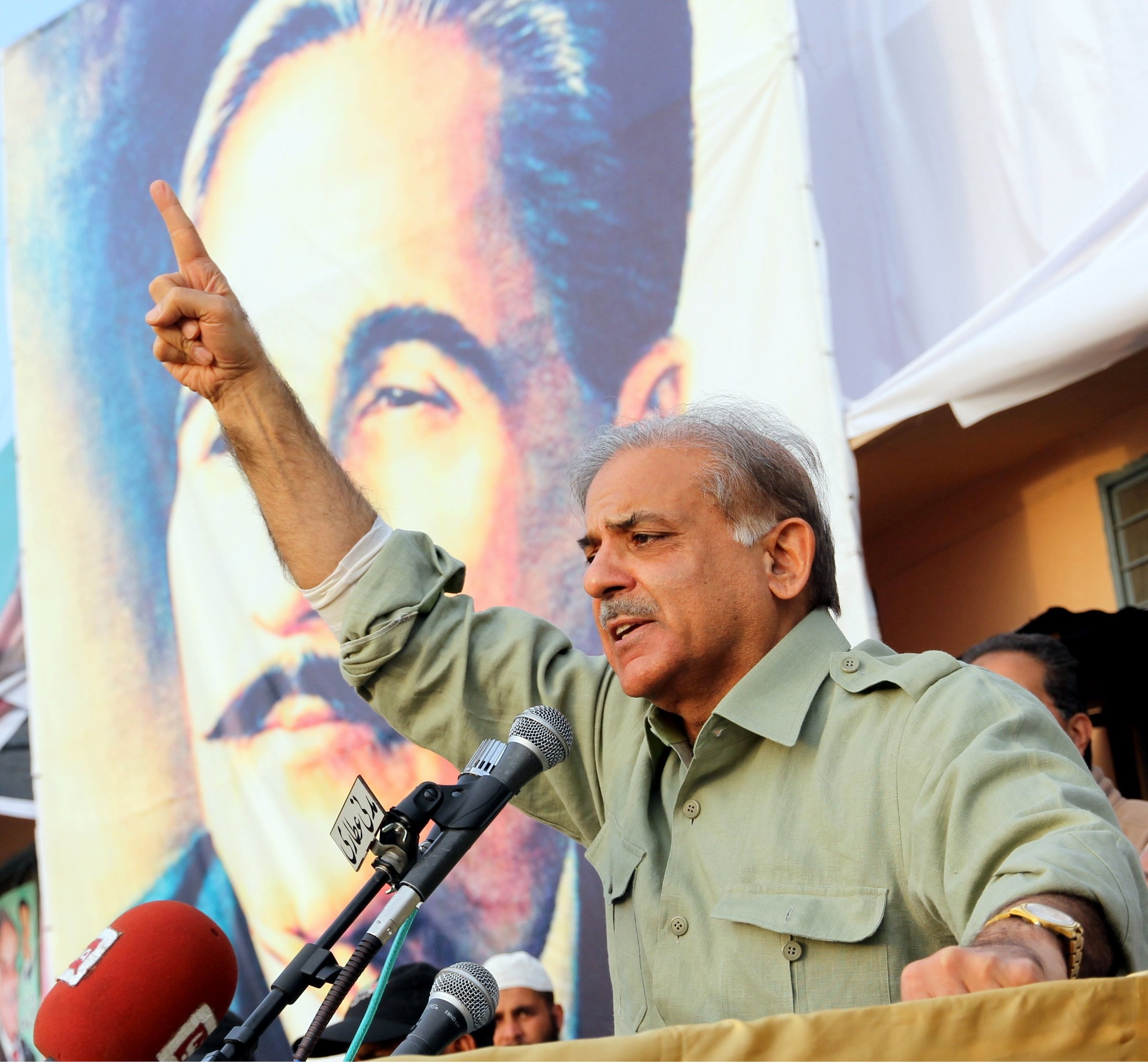
Shehbaz Sharif en 2017.

Shehbaz Sharif, devenu la figure centrale du parti alors que son frère exilé Nawaz Sharif devient marginal, travaille au rassemblement de l'opposition et améliore ses relations avec les généraux de l'armée pakistanaise. Au début de l'année 2022, une crise politique dans le pays se produit après le départ du plusieurs petits partis de la coalition gouvernementale d'Imran Khan. Le 10 avril 2022, le Premier ministre est renversé par une motion de censure à l'Assemblée nationale déposée par Shehbaz Sharif. Ce dernier est élu pour lui remplacer le lendemain, avec à peine deux voix de plus que la majorité absolue.
Le 19 avril, Shehbaz Sharif dévoile son gouvernement de coalition, avec un mandat ne pouvant excéder mi-2023, date des prochaines élections législatives. Il rassemble surtout son ancien rival le Parti du peuple pakistanais et divers petits partis. La ligue se réserve 13 ministres fédéraux sur 34, avec notamment Rana Sanaullah à l'Intérieur, Miftah Ismail aux Finances et Khawaja Muhammad Asif à la Défense.
En vue des élections législatives de 2024, Shehbaz Sharif démissionne de la fonction de Premier ministre le 14 août 2023, et Anwar ul-Haq Kakar lui succède, conformément à la constitution qui prévoit la nomination d'une personnalité politique neutre durant la période électorale. Il est réélu député.
Malgré la répression, le PTI arrive en tête des élections, tenues le 8 février. Contrairement aux années précédentes, les résultats du scrutin ne sont pas connus le jour même, la commission électorale évoquant une panne technique d'internet. Alors que les médias diffusent leurs résultats qui donnent les indépendants du PTI en tête du scrutin malgré la répression du parti, à la surprise générale, la lenteur du dépouillement fait soupçonner une fraude électorale. Le 9 février, l'ancien Premier ministre Nawaz Sharif revendique la victoire dans un discours, où il estime que sa formation est le premier parti à l'issue du scrutin. Il appelle à former un gouvernement de coalition, puis annonce dans la foulée un accord avec le PPP. Le 3 mars, Shehbaz Sharif est réélu Premier ministre par 201 voix contre Omar Ayub Khan qui en a obtenu 92, devenant le premier titulaire à effectuer deux mandats consécutifs.

## Personnalités du parti

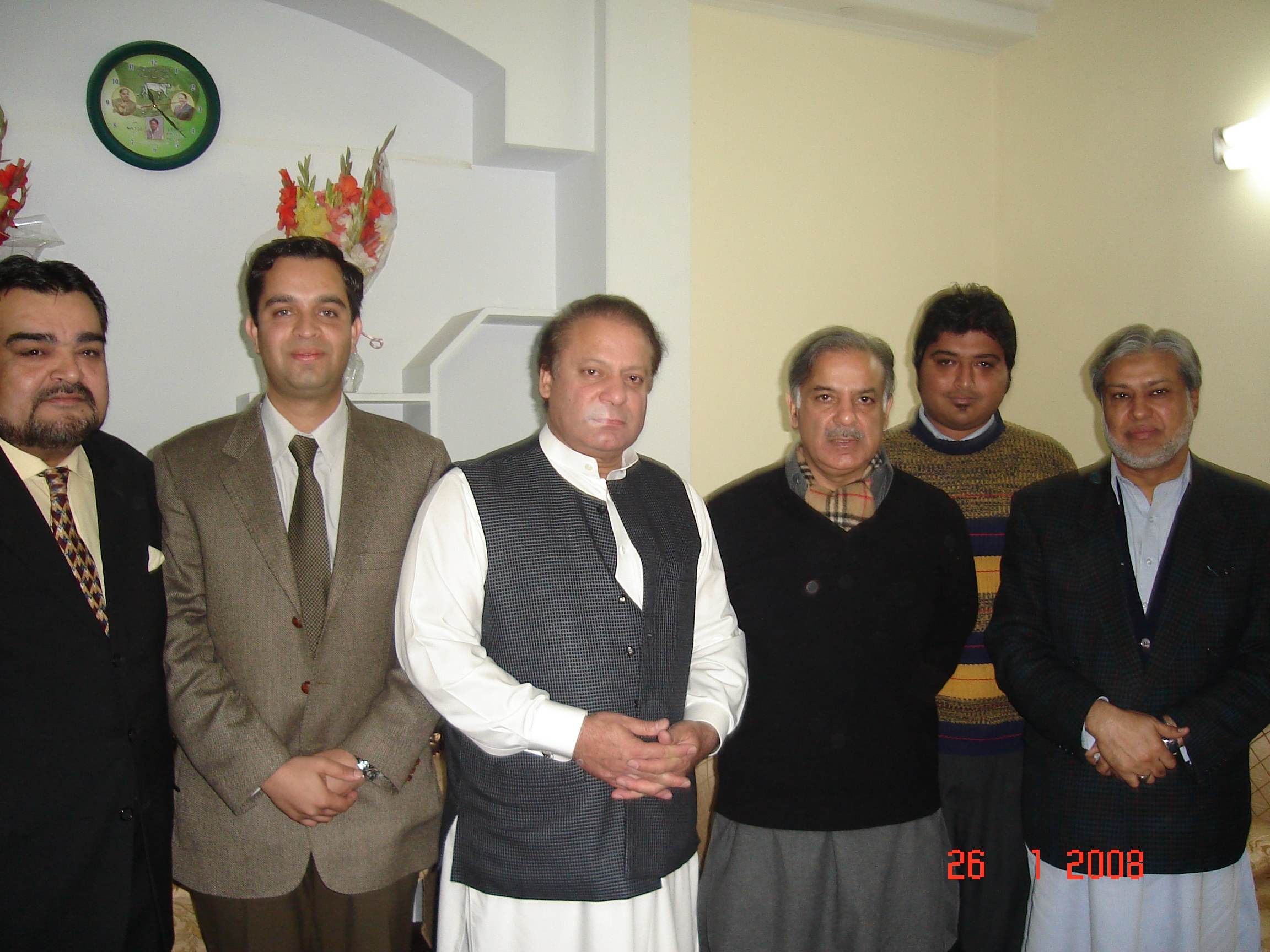
Des personnalités du parti. Les deux hommes au centre sont Nawaz Sharif (à gauche) et Shehbaz Sharif (à droite). Ishaq Dar est l'homme tout à droite.

- Nawaz Sharif, fondateur et actuel président du parti, qu'il a dirigé plusieurs fois, ancien Premier ministre à trois reprises, ancien ministre en chef du Pendjab ;
- Shehbaz Sharif, actuel Premier ministre, ancien président du parti, ancien ministre en chef du Pendjab à trois reprises ;
- Ishaq Dar, ancien président du groupe de la Ligue au Sénat, ancien ministre des Finances et du Commerce.

## Tableau récapitulatif des scrutins

### Législatives
| Année | Dirigeant      | Voix       | %    | Rang | Députés   | Position                                             |
| ----- | -------------- | ---------- | ---- | ---- | --------- | ---------------------------------------------------- |
| 1993  | Nawaz Sharif   | 7 980 229  | 39,9 | 2e   | 73 / 207  | Opposition                                           |
| 1997  | Nawaz Sharif   | 8 751 793  | 45,9 | 1er  | 137 / 207 | Majorité                                             |
| 2002  | Javed Hashmi   | 3 791 321  | 9,4  | 3e   | 19 / 342  | Opposition                                           |
| 2008  | Nisar Ali Khan | 6 805 324  | 19,6 | 3e   | 91 / 342  | Majorité (2008), opposition (2008-2013)              |
| 2013  | Nawaz Sharif   | 14 874 104 | 32,8 | 1er  | 185 / 342 | Majorité                                             |
| 2018  | Shehbaz Sharif | 12 934 589 | 24,4 | 2e   | 82 / 342  | Opposition (2018-2022), Shehbaz Sharif I (2022-2023) |
| 2024  | Nawaz Sharif   | 13 999 656 | 23,6 | 2e   | 123 / 336 | Shehbaz Sharif II                                    |

### Pendjab
| Année | Votes      | %     | Députés   | Rang | Gouvernement |
| ----- | ---------- | ----- | --------- | ---- | ------------ |
| 1993  |            |       | 103 / 255 |      |              |
| 1997  |            |       | 228 / 255 |      |              |
| 2002  | 3 028 856  | 35,05 | 43 / 371  | 3e   | Opposition   |
| 2008  | 5 597 569  | 27,05 | 148 / 371 | 1er  |              |
| 2013  | 11 365 363 | 40,77 | 313 / 371 | 1er  |              |
| 2018  | 10 516 446 | 31,78 | 167 / 371 | 2e   | Opposition   |
| 2024  | 11 487 876 | 32,05 | 203 / 371 | 1er  |              |